# Paralimnophila selectissima
Paralimnophila selectissima är en tvåvingeart som först beskrevs av Walker 1864.  Paralimnophila selectissima ingår i släktet Paralimnophila och familjen småharkrankar. Inga underarter finns listade i Catalogue of Life.